# Bhadaure Tamagi
Bhadaure Tamagi (nep. भदौरे तामागी) – gaun wikas samiti w zachodniej części Nepalu w strefie Gandaki w dystrykcie Kaski. Według nepalskiego spisu powszechnego z 2001 roku liczył on 762 gospodarstw domowych i 3831 mieszkańców (2021 kobiet i 1810 mężczyzn).